# Blinkerdenkmal Jena
Das Blinkerdenkmal ist ein Ehrenmal auf dem Landgrafen-Berg in Jena zum Andenken an die im Ersten Weltkrieg gefallenen deutschen Blinker, die zur Nachrichtentruppe gehörten.

## Geschichte

### Errichtung 1921

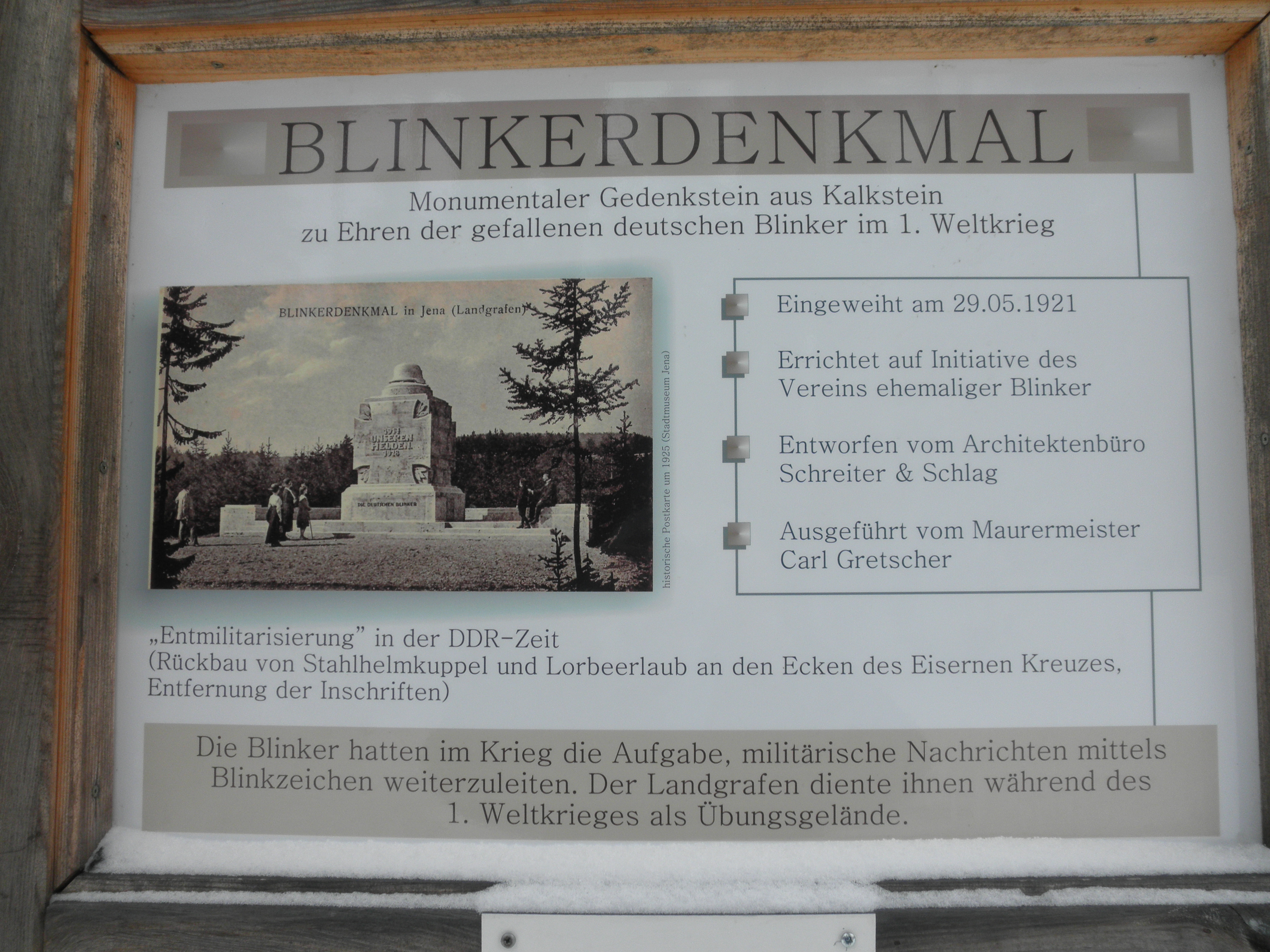
Schautafel am Blinkerdenkmal (2013)

Die Errichtung des als Nationaldenkmal eingestuften Denkmals erfolgte auf Initiative des Bundes Deutscher Blinker, Ortsgruppe Jena, zu Ehren ihrer im Ersten Weltkrieg gefallenen Kameraden. Die Blinker hatten die Aufgabe, militärische Nachrichten mittels Blinkzeichen weiterzuleiten. Ihre Ausbildung hatten sie in Jena an Zeiss-Geräten erfahren, und ihr Übungsgelände lag in der Nähe des „Landgrafen“, um den 363 Meter hohen und kahlen Windknollen-Berg. Von dort hatte man eine weite Sicht ins Land und entsprechende optische Kommunikationsmöglichkeiten. Die Blinker stammten größtenteils aus Jena, Apolda und Umgebung.
Der Entwurf zum Denkmal stammte vom Architektenbüro Schreiter & Schlag. Die Ausführung in Kalkstein übernahm der Maurermeister Carl Gretscher. Die Einweihung des Denkmals fand am 29. Mai 1921 in einer großen Feier statt. 180 ehemalige Blinker und zahlreiche Zuschauer waren erschienen, patriotische Ansprachen wurden gehalten, der Männergesangverein Jena begleitete die Veranstaltung, und ein Geistlicher nahm die Weihe vor.
Das würfelförmige Denkmal aus Kalkstein unter einem überdimensionalen Stahlhelm zeigte auf Vorder- und Rückseite je ein großes Eisernes Kreuz, Eichenlaub an den Seiten und die Inschrift: „1914 – Unseren Helden – 1918. Die deutschen Blinker“.

### Das Denkmal nach 1945
Nach der Kapitulation der Wehrmacht und dem Kriegsende erfolgte eine Entmilitarisierung des Denkmals: Die Stahlhelmkuppel wurde verfremdet, Eisernes Kreuz, Eichenlaub und Inschrift wurden entfernt. Die Zweckbestimmung des verbliebenen Steinklotzes war nicht mehr erkennbar. Das Kriegerdenkmal am Rande eines sowjetischen Truppenübungsplatzes verfiel im Laufe der Jahrzehnte, wurde von Unterholz überwuchert und geriet völlig in Vergessenheit.
Die Reservistenkameradschaft Jena verfolgte nach der Wende das Ziel, das Denkmal wieder zugänglich zu machen und es dazu in vereinfachter Form wiederherzustellen. Obwohl es nicht auf der offiziellen Denkmalliste stand, unterstützte „Jenakultur“, ein Eigenbetrieb der Stadt Jena, den Wiederaufbau des Blinkerdenkmals als „stadtgeschichtlich bedeutsam“ finanziell. Auflage war, dass dies in demilitarisierter Form geschehen müsse, also ohne Stahlhelm, Eisernes Kreuz, Eichenlaub und mit einer gekürzten Inschrift in zurückhaltender Form: „Die deutschen Blinker“.

Ab März 2009 erfolgten eine Reihe von Arbeitseinsätzen der Kameradschaft und des Jugendarbeitskreises des Volksbundes Deutsche Kriegsgräberfürsorge. Der Denkmalrest wurde aus dem Unterholz freigeschnitten und die Umgebung von Abfällen befreit. Ein Logistik-Bataillon der Bundeswehr aus Paderborn gab Unterstützung bei den weiteren Arbeiten. Den Neuaufbau des Denkmals übernahm die Camburger Steinmetzfirma Holger Schöne. 

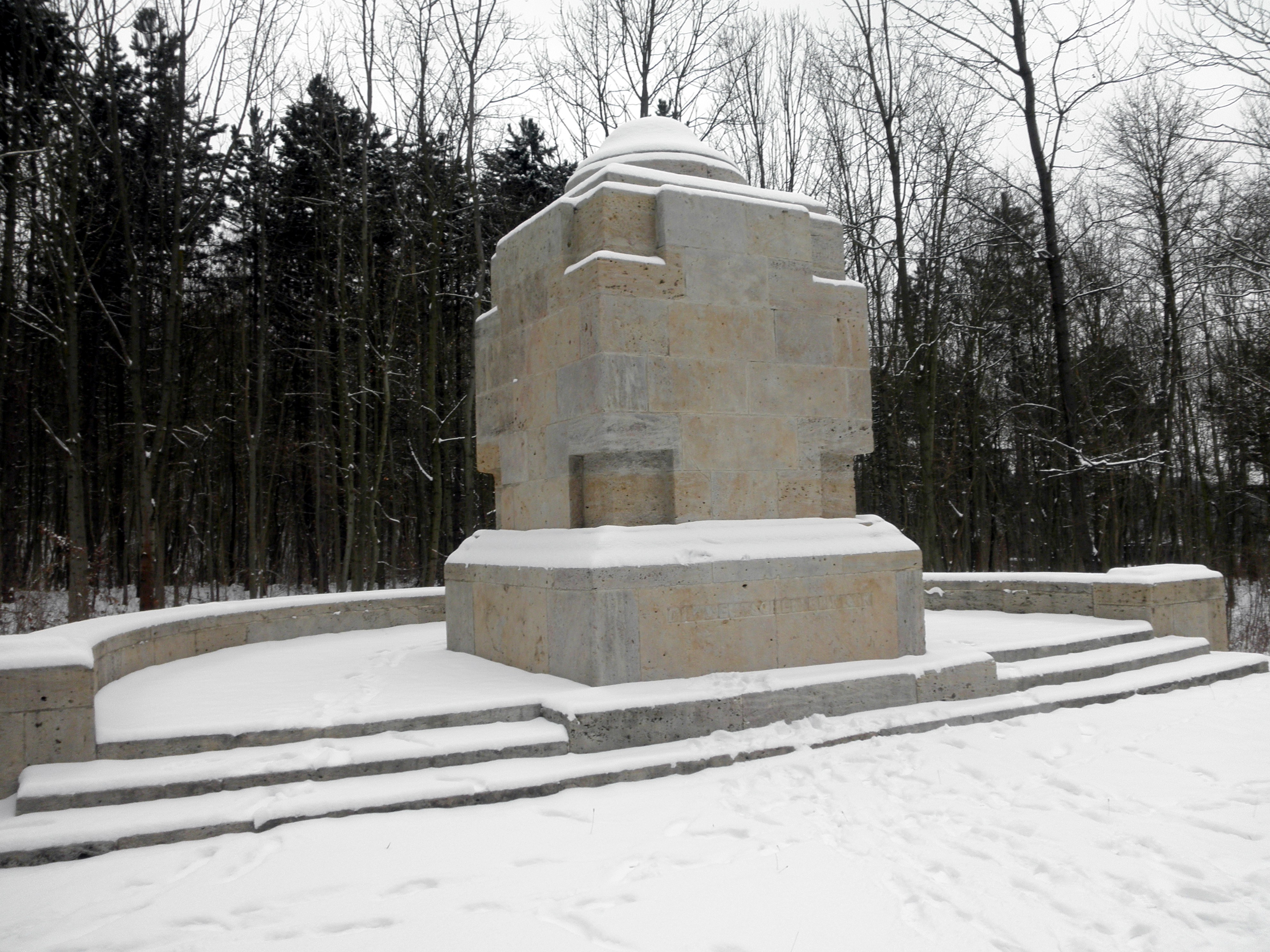
Das Denkmal im Jahr 2013

Am 17. November 2009 konnte die Wiedereinweihung des sanierten Blinkerdenkmals erfolgen. In Anwesenheit von Bürgermeister Frank Schenker, Vertretern von „Jenakultur“, des Steinmetzen, der Reservistenkameradschaft Jena und der Öffentlichkeit. Die Reservistenkameradschaft stiftete auch zwei serbische Fichten und übernahm die Patenschaft für das Denkmal, einschließlich seiner Pflege.
Drei Jahre nach der Wiederherstellung wurde das ca. vier Meter hohe Denkmal von Unbekannten großflächig mit roter Farbe besprüht. Es wird vermutet, dass (ähnlich wie beim Anschlag auf das Burschenschaftsdenkmal) ein umgebauter Feuerlöscher dazu verwendet wurde.

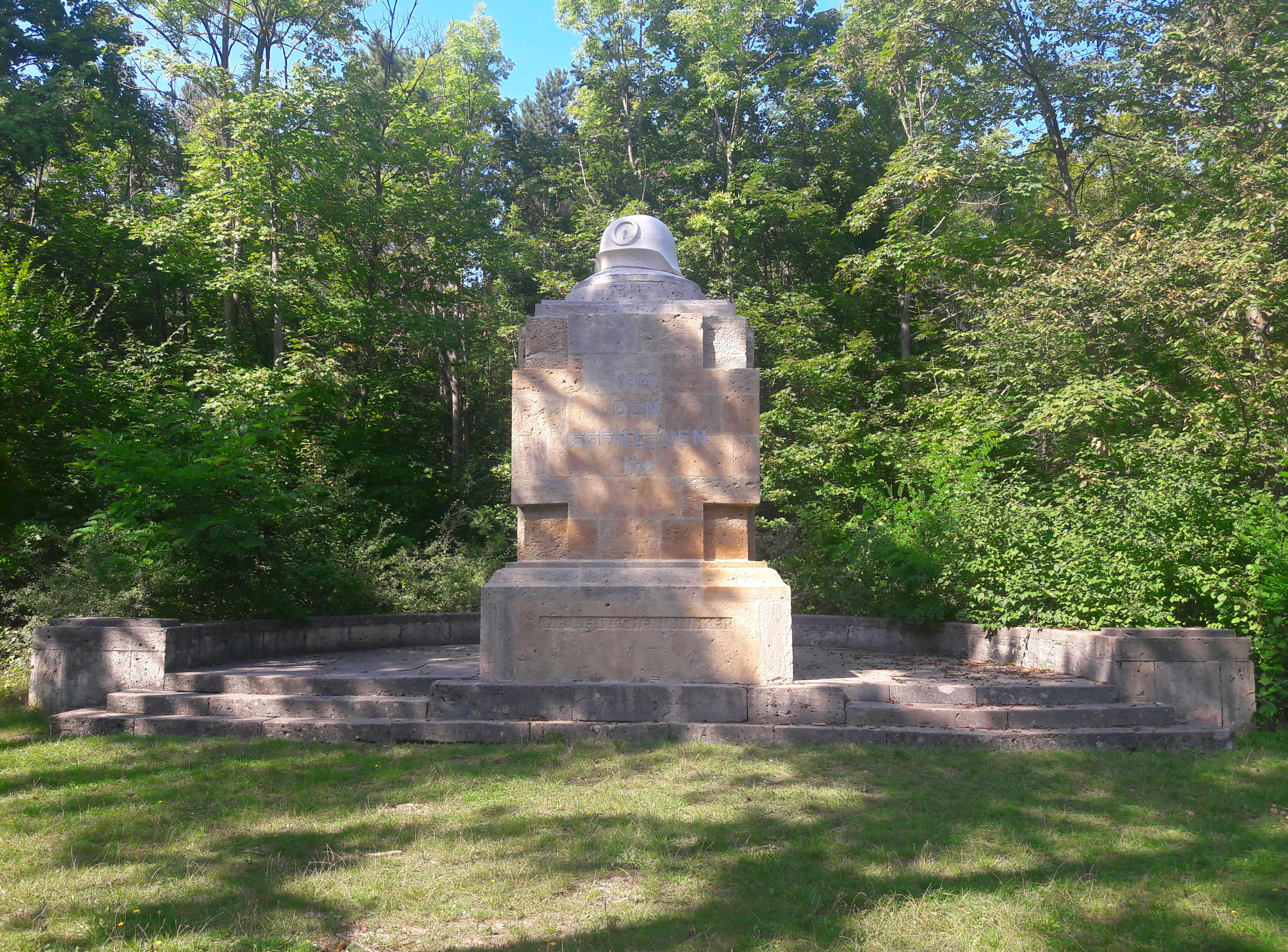
Blinkerdenkmal Jena im vervollständigten Zustand, 2021

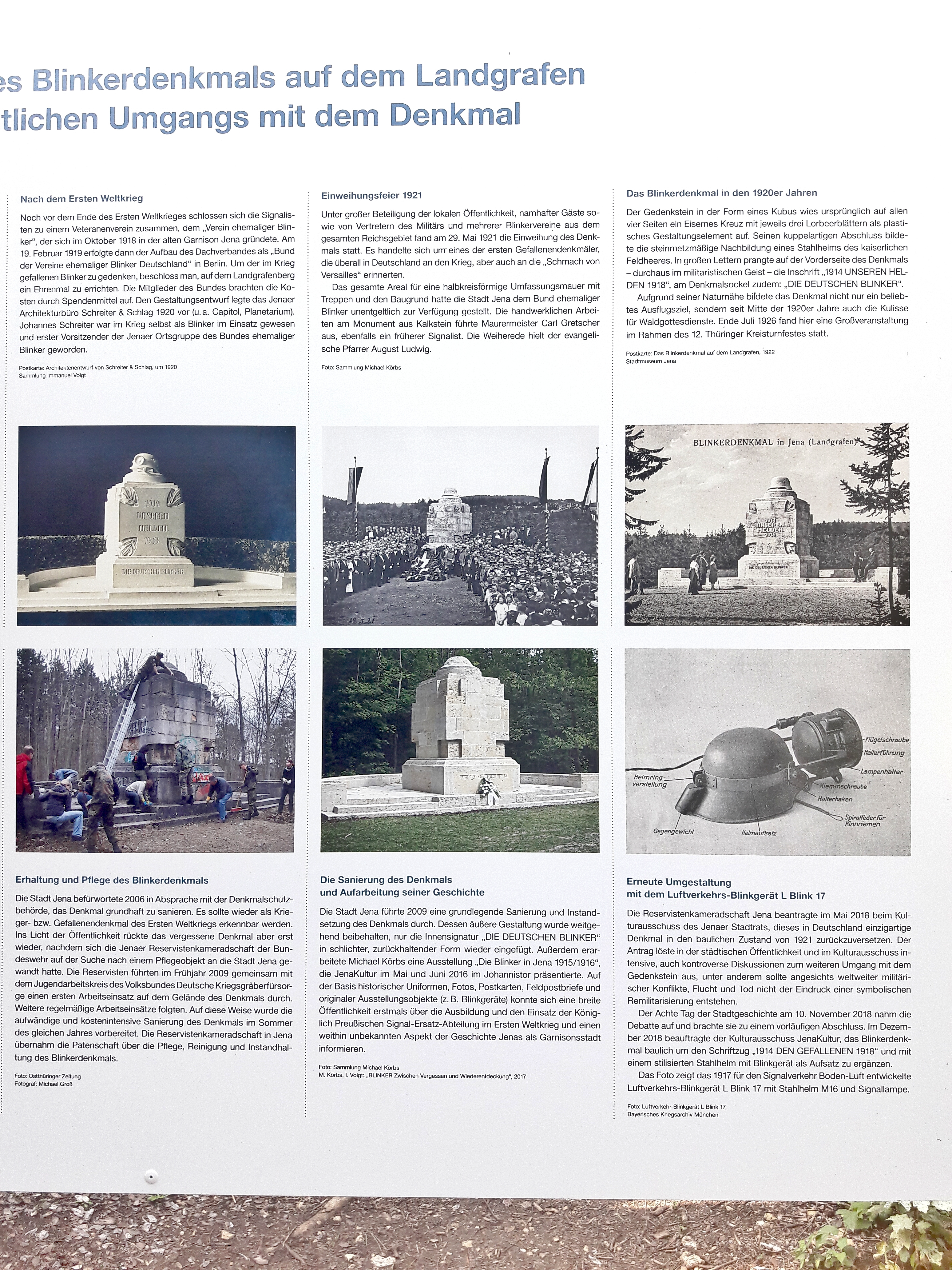
Ausschnitt aus der neuen Infotafel, 2021

Im Mai 2018 ersuchte die Reservistenkameradschaft beim Kulturausschuss des Jenaer Stadtrats um die Erlaubnis, das Denkmal wieder in den baulichen Ursprungszustand von 1921 zu versetzen. Dies führte zu kontroversen Diskussionen in der Öffentlichkeit, da kein Eindruck einer symbolischen Remilitarisierung entstehen sollte. Letztlich wurde eine neue, große Inschrift „1914 DEN GEFALLENEN 1918“ und ein Aufsatz in Form eines stilisierten Stahlhelms mit Blinkgerät (angelehnt an das Luftverkehrs-Blinkgerät L Blink 17) angebracht. Das so ergänzte Denkmal wurde am 29. Mai 2021 eingeweiht, genau 100 Jahre nach der Ersteinweihung.